# Burgenländische Forschungen
Burgenländische Forschungen sind eine im Jahr 1947 begonnene Reihe des Burgenländischen Landesarchivs und der Burgenländischen Landesbibliothek. Sie sollten zunächst in loser Folge Aufsätze publizieren, welche wegen ihres Umfanges nicht in den Burgenländischen Heimatblättern zum Abdruck gelangen konnten. Allmählich steigerte sich der Umfang dieses Periodikums vom Format eines Heftes zu einer wissenschaftlichen Schriftenreihe.
Das Themenspektrum der Burgenländischen Forschungen umfasst sämtliche Bereiche der historischen Landeskunde des Burgenlandes. Die einzelnen Bände erscheinen nach Bedarf in zeitlich ungebundener Abfolge, durchschnittlich etwa zwei Bände pro Jahr. Fallweise erscheinen in dieser Reihe auch Sonderbände, die entweder einem Spezialgebiet der landeskundlichen Forschung gewidmet oder zu Ehren verdienter Mitarbeiter des Burgenländischen Landesarchivs und der Burgenländischen Landesbibliothek als Festschrift deklariert sind.
Im Jahr 2017 hielt man bei Band 110.